# 괴산 각연사 대웅전
괴산 각연사 대웅전(槐山 覺淵寺 大雄殿)은 대한민국 충청북도 괴산군 칠성면, 각연사에 있는 법당이다. 1982년 12월 17일 충청북도의 유형문화재 제126호로 지정되었다.
각연사 대웅전은 석가모니를 모시는 법당으로 절의 중앙에 위치한다. 네모난 돌로 쌓은 기단 위에 정방향으로 놓여 있으며, 앞면 3칸·옆면 2칸으로 1층으로 지붕 옆면이 사람 인(人)자 모양인 맞배지붕집이다. 지붕 처마를 받치기 위해 장식하여 만든 공포는 기둥 위와 기둥 사이에도 있는 다포계 양식의 건물이다. 앞면 3칸에는 모두 빗살문을 달아 출입하게 하였고, 옆면 앞쪽에도 빗살문을 달았다. 내부에는 원형이 잘 남아있는 장엄한 닫집이 있고, 불상이 모셔져 있다.

## 개요
각연사는 신라 법흥왕(재위 514∼540) 때 유일이 세운 절로 지었을 당시의 설화에 의하면 현재의 칠성면 근처에 자리를 잡고 공사를 시작했는데, 갑자기 까마귀 떼가 나타나서 대패밥과 나무 부스러기를 물고 날아가 작은 연못에 떨어뜨렸다고 한다. 유일이 물 속을 들여다보니 불상 하나가 있었음으로 깨달음을 얻어 못을 메우고 절을 지어서 각연사라 하였다 한다.
고려 전기에 통일이 다시 지었으며, 혜종(재위 943∼945) 때 수리하였다. 그 뒤 여러 차례의 수리를 거쳐 오늘에 이르고 있다.
각연사 대웅전은 석가모니를 모시는 법당으로 절의 중앙에 위치한다. 네모난 돌로 쌓은 기단 위에 정방향으로 놓여 있으며, 앞면 3칸·옆면 2칸으로 1층으로 지붕 옆면이 사람 인(人)자 모양인 맞배지붕집이다. 지붕 처마를 받치기 위해 장식하여 만든 공포는 기둥 위와 기둥 사이에도 있는 다포계 양식의 건물이다. 앞면 3칸에는 모두 빗살문을 달아 출입하게 하였고, 옆면 앞쪽에도 빗살문을 달았다. 내부에는 원형이 잘 남아있는 장엄한 닫집이 있고, 불상이 모셔져 있다.
각연사 대웅전은 조선 후기의 건축물로 전체적으로 짜임새가 있어 당시의 건축기법을 잘 살필 수 있는 건물이다.

## 같이 보기
- 각연사
- 괴산 각연사 석조비로자나불좌상
- 괴산 각연사 비로전
- 괴산 각연사 통일대사탑비

## 참고 자료
- 괴산 각연사 대웅전 - 국가유산청 국가유산포털